# Jugendbildungsstätte
Jugendbildungsstätten sind zentrale Einrichtungen der außerschulischen Jugendbildung.
Sie bieten sowohl eigene Veranstaltungen an, stehen aber auch für Maßnahmen anderer Träger der Jugendhilfe und Jugendbildung zur Verfügung und unterstützen diese. Dort können sich Jugendliche in Kursen, Seminaren, Tagungen und Lehrgängen informieren und sich mit ihren Fragen und Problemen auseinandersetzen. Schwerpunkt ist dabei die Aus- und Fortbildung ehrenamtlicher Jugendleiter sowie der Fortbildung der hauptberuflichen Mitarbeiter in der Jugendarbeit.
Jugendbildungsstätten haben in der Regel einen überregionalen Einzugsbereich. Sie unterscheiden sich je nach Funktion und Trägerschaft.
Träger können der Staat, die Kirchen mit ihren Untergliederungen, sowie freie Körperschaften und Verbände sein.
Um ihre Aufgaben erfüllen zu können, benötigen Jugendbildungsstätten pädagogisch geschultes Personal und einen eigenen Wirtschaftsbetrieb mit Übernachtungsmöglichkeiten, Seminar- und Gruppenräumen sowie die für Bildungsmaßnahmen notwendigen Arbeits- und Hilfsmittel.

## Jugendbildungsstätten in Deutschland

### Baden-Württemberg
- Karl-Kloß-Jugendbildungsstätte
- Evangelische Jugendbildungsstätte Neckarzimmern

### Bayern
- Aktionszentrum Benediktbeuern
- Jugendbildungsstätte Hindelang der Jugend des Deutschen Alpenvereins
- Jugendbildungsstätte Burg Hoheneck
- Jugendbildungsstätte Burg Schwaneck
- Jugendhaus Burg Feuerstein
- Jugendhaus Neukirchen
- Jugendsiedlung Hochland, Königsdorf
- IG Metall Jugendbildungszentrum Schliersee
- Jugendbildungsstätte Unterfranken
- Jugendbildungsstätte Windberg
- Jugendbildungsstätte Waldmünchen
- Schwäbische Jugendbildungs- und Begegnungsstätte Babenhausen

### Berlin/Brandenburg
- Gewerkschaftliche Jugendbildungsstätte Berlin-Konradshöhe (1960 bis 2017)
- Wannseeforum
- Jugendbildungszentrum Blossin
- Jugendbildungsstätte Kurt Löwenstein
- HochDrei – Hochllandhaus
- DGB-Jugendbildungsstätte Flecken Zechlin

### Bremen
- Jugendbildungsstätte Lidice Haus (Eigenschreibung LidiceHaus)[1]

### Hamburg
- Internationales Bildungszentrum dock europe e. V.[2]

### Nordrhein-Westfalen
- Ev. Jugendbildungsstätte Tecklenburg[3]
- CVJM Jugendbildungsstätte Wilgersdorf
- Jugendbildungsstätte der Evangelischen Gesellschaft für Deutschland KdöR in Radevormwald[4]
- Jugendbildungsstätte Kupferberg in Detmold
- Jugendburg Gemen
- Jugendbildungsstätte Don Bosco in Rummenohl bei Hagen
- Jugendbildungsstätte Welper
- JugendMedienZentrum Haus Neuland
- Jugendakademie Walberberg in Bornheim
- Ev. Jugendausbildungsstätte Hackhauser Hof e. V. in Solingen

### Niedersachsen
- Jugendbildungsstätte Asel in Wittmund
- Jugendbildungsstätte Fürstenberg in Boffzen
- Jugendbildungsstätte Haus Wohldenberg in Holle
- Jugendbildungsstätte Marstall Clemenswerth in Sögel[5]
- Jugendbildungsstätte Haus-Maria-Frieden in Rulle

### Saarland
- Waldritter-Bildungszentrum Saar in Steinberg-Deckenhardt/Oberthal

### Sachsen
- Winfriedhaus Schmiedeberg
- Jugendbildungsstätte im Bistum Dresden-Meißen

### Schleswig-Holstein
- Internationale Bildungsstätte Jugendhof Scheersberg in Steinbergkirche
- JugendAkademie Segeberg in Bad Segeberg
- Jugendbildungsstätte Victor-Andersen-Haus in Barmstedt